# Cadavedo

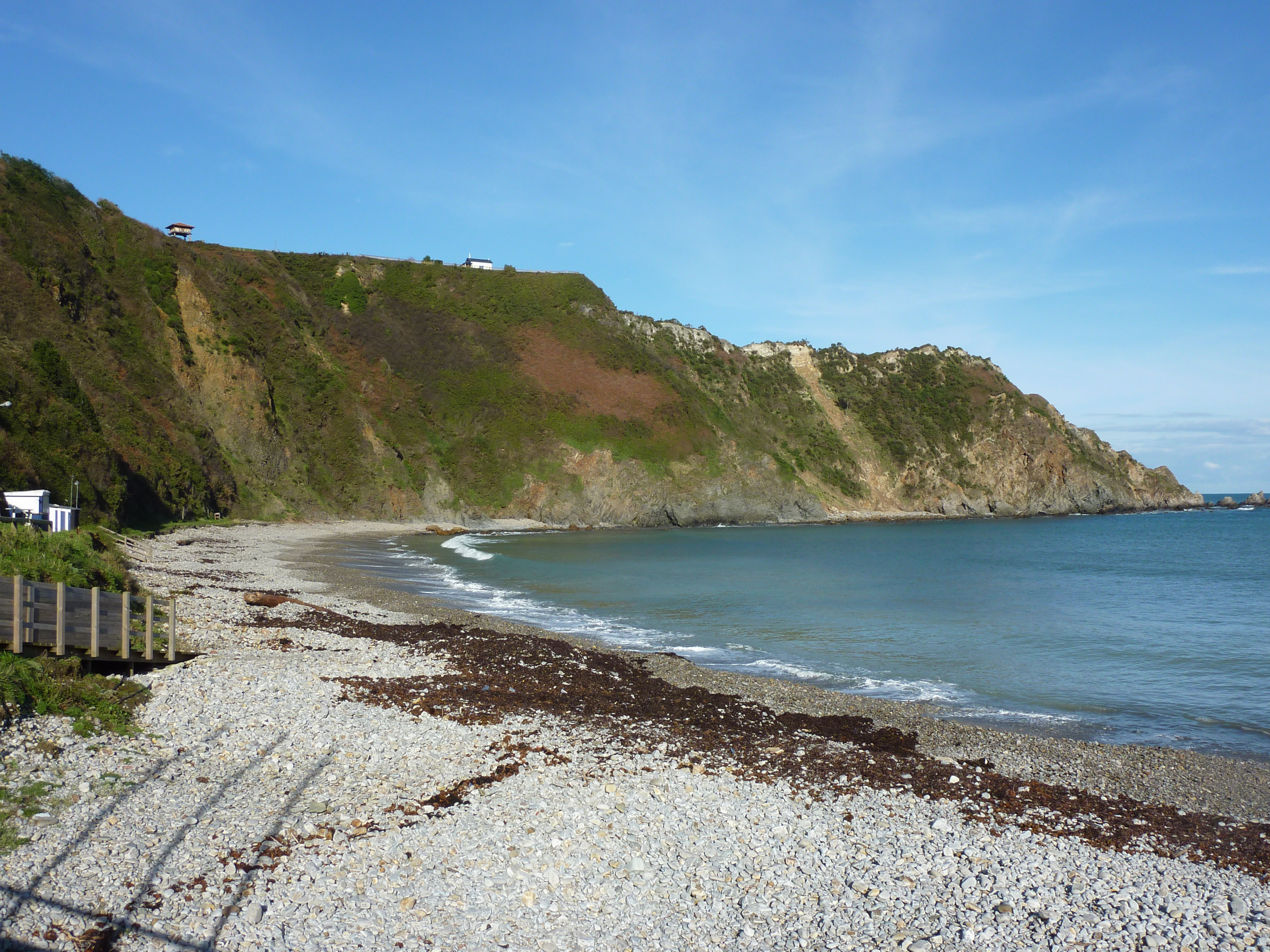
Playa de Cadavedo

Cadavedo (en asturiano y oficialmente, Cadavéu) es una parroquia del concejo asturiano de Valdés, en España, y un lugar de dicha parroquia.
La parroquia, con una extensión de 10,26 km², está situada sobre la rasa costera, entre el cabo Vidio y el cabo Busto. Tiene una población de 438 habitantes (INE, 2022) y una densidad de 42,69 hab./km².
El lugar de Cadavedo se encuentra a una altitud de 90 m y dista 18,20 km de Luarca, la capital del concejo.
Además del citado lugar, la parroquia comprende las aldeas de Ribón y Villademoros.
Cadavedo ha ganado el concurso provincial Pueblo más bonito de Asturias en el año 1954 y recibió el premio al Pueblo Ejemplar de Asturias en 2022.

## Historia
Los primeros datos que se conocen son referentes a que fue una antigua propiedad de la reina Doña Urraca y su nombre procede de "cádavo" ("toxo" o "tojo")  ya que su terreno es proclive al desarrollo de este tipo de matorral.
En la Edad Media fue puerto ballenero y hasta hace pocos años sus habitantes se dedicaban en su mayoría a la agricultura y la ganadería. Hoy en día es básicamente un selecto lugar de veraneo.
A finales del siglo XIX y principios del XX, la zona fue un foco importante de emigración a América del Sur, conservándose excelentes ejemplos de arquitectura indiana, mansiones hoy en día perfectamente conservadas.

## Cultura
En el pueblo se conservan actualmente unos 95 hórreos o paneras (edificación rural típica asturiana).
La Fiesta de La Regalina declarada de interés turístico regional, y que se celebra el último domingo de agosto, destacando los bailes típicos regionales, el desfile de las carrozas desde el barrio de Rapa acompañadas de cientos de personas vestidas con el típico traje regional, los coros y danzas, el pregón, y el tradicional ramo de Alfiladas.
En 2016, vecinos del pueblo participan representando a Cadavedo en el programa de la TPA 'La Batalla de los Pueblos' contra Posada de Llanes. Hay competiciones de fuerza, agilidad, cultura, etc, en el que los vecinos de Cadavedo tendrán que demostrar las ganas de convertir a Cadavedo en el mejor pueblo de Asturias. En agosto de 2016 en plenas Fiestas de La Regalina, se produce el hermanamiento entre los pueblos de Cadavedo y Posada de Llanes.

## Geografía
Cadavedo es, actualmente, un núcleo rural disperso, formado por 290 edificaciones de las cuales, 107 son anteriores al año 1900, 42 han sido construidas en el período 1900-1950 y las 151 restantes, desde esta fecha hasta la actualidad.

### Playas
- Playa de Cadavedo

## Economía
La dependencia mayoritaria, en otros tiempos, eran los sectores agrícola-ganadero y pesquero,  hoy en día los sectores de más importancia son: servicios (cabe destacar la hostelería), maderero, agrícola-ganadero y turístico.

## Transportes

### Ferrocarril
Por la parroquia pasa la línea Ferrol-Gijón que cuenta con una estación en la que efectúan parada los servicios de la línea R-1f (Regionales AM).

### Autobús
Por la parroquia de Cadavedo pasa la línea Gijón/Oviedo - Ribadeo de ALSA.

## Deportes
En la parroquia existen los siguientes clubes y asociaciones deportivas:
- Club Ciclista "La Fusión"
- Grupo de Montaña "Pico Palancas"
- Escuela de Surf "Sundance Old Rider"
- Cadavedo FS